# Наканодзё
Наканодзё (яп. 中之条町 Наканодзё:-мати) — посёлок в Японии, находящийся в уезде Агацума префектуры Гумма. Площадь посёлка составляет 439,28 км², население — 17 472 человека (1 июля 2014), плотность населения — 39,77 чел./км².

## Географическое положение
Посёлок расположен на острове Хонсю в префектуре Гумма региона Канто. С ним граничат город Сибукава, посёлки Кусацу, Наганохара, Хигасиагацума, Минаками, Юдзава и село Такаяма.

## Население
Население посёлка составляет 17 472 человека (1 июля 2014), а плотность — 39,77 чел./км². Изменение численности населения с 1980 по 2005 годы:
| 1980 | 22 618 чел. |  |
| 1985 | 22 451 чел. |  |
| 1990 | 21 627 чел. |  |
| 1995 | 21 056 чел. |  |
| 2000 | 20 389 чел. |  |
| 2005 | 19 398 чел. |  |

## Символика
Деревом посёлка считается Zelkova serrata, цветком — Lilium auratum, птицей — Cettia diphone.